# Клиническая биохимия
Клини́ческая биохи́мия (также известна как медици́нская биохи́мия) — раздел биологической химии, который изучает изменения биохимических процессов в организме человека при патологических состояниях и при лечебных воздействиях, а также разрабатывающим методы выявления этих изменений в целях диагностики и прогноза заболеваний. В узком понимании — область клинической лабораторной диагностики, использующая методы аналитической химии для исследования биологических объектов на предмет содержания определённых химических веществ с целью диагностики заболеваний или патологических состояний организма.

## История
Зародилась в конце XIX века, в связи с внедрением в клиническую практику колориметрических тестов, предназначенных для определения ряда диагностически значимых химических соединений крови и мочи.
В настоящее время, роль клинической химии в диагностическом процессе значительно возросла, что связывают с двумя основными причинами:
1. Открытие большого числа специфичных химических соединений, появляющихся в биосредах организма при различных патологиях. Такие соединения часто называют маркерами. Примерами могут служить онкомаркеры, патологические иммуноглобулины, маркеры врожденных ошибок метаболизма и др.
2. Развитием методов аналитической химии и прогрессом в области техники, которые привели к созданию высокочувствительных биохимических и иммунохимических автоматических анализаторов, выполняющих широкий спектр анализов с высокой точностью и производительностью и избавляющих исследователей от рутинных операций. В то же время, появление новых технологий в области хроматографии и масс-спектрометрии способствует внедрению этих методов в клиническую практику и позволяет решать недосягаемые ранее научно-практические задачи.

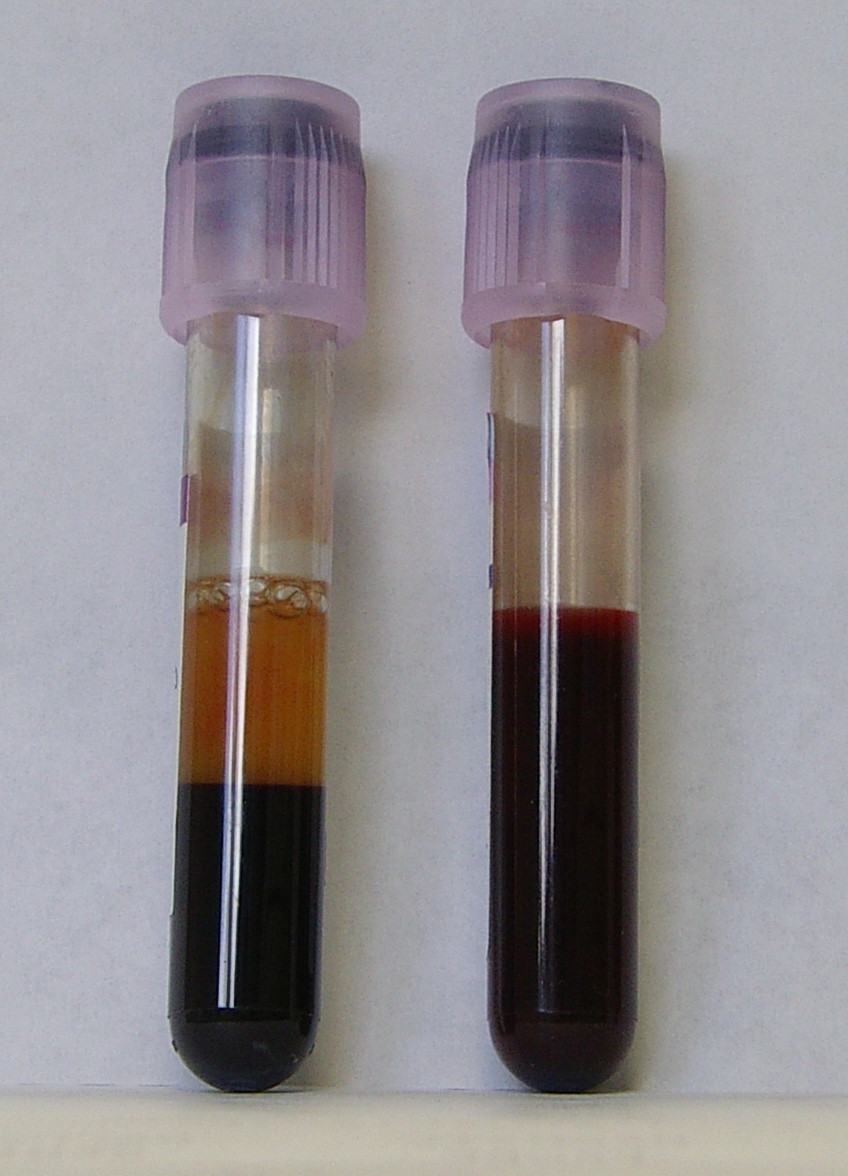
Образцы крови, справа: свежевзятые; слева: обработка ЭДТА (антикоагулянт)

## Виды лабораторных исследований
1. Биохимические
2. Эндокринологические[2]
3. Иммунологические
4. Генетические
5. Фармакокинетические
6. Токсикологические

## Обучение в РФ
Обучение по программе специалитета «Медицинская биохимия» в России в 2021 году вели 12 медицинских вузов и 10 университетов, срок обучения — 6 лет.